# غريغ كوكس (كاتب)
غريغ كوكس (بالإنجليزية: Greg Cox)‏ (1959 في الولايات المتحدة)؛ صحفي وروائي أمريكي.

## روابط خارجية
- غريغ كوكس على موقع ميوزك برينز (الإنجليزية)